# Eternal (meidengroep)
Eternal is een Britse R&B-meidengroep die actief was tussen 1992 en 2000. De groep brak door in 1993 en groeide internationaal uit tot een van de succesvolste Britse meidengroepen ooit. Hun grootste hit was I wanna be the only one, een samenwerking met BeBe Winans uit 1997.

## Biografie
De groep Eternal werd begin jaren '90 gevormd met de christelijke zusjes Easther Bennett en Vernie Bennett en schoolvriendinnen Kéllé Bryan en Louise Nurding, die beiden naar de beroemde Italia Conti-academie waren geweest.
De debuutsingle Stay kwam uit in 1993 en werd een grote hit in het Verenigd Koninkrijk. Ook in andere landen werd de single een succes. Met het debuutalbum Always and forever was Eternal de eerste meidengroep die in het Verenigd Koninkrijk meer dan een miljoen albums wist te verkopen. Begin 1995 volgde de ballad Oh baby I..., dat in Nederland een top 10-hit werd.
In 1995 verliet Nurding de groep, te midden van kritiek op het feit dat zij het enige blanke lid van de groep was; sommigen beweerden dat Nurding werd gedumpt om de kansen op een doorbraak in de Verenigde Staten (waar de groep kritiek kreeg omdat het één blank lid had) te vergroten. Het management van Eternal ontkende echter dat dit het geval was.
Terwijl Nurding een redelijk succesvolle solocarrière opstartte, bleef het succes van Eternal aanhouden met het tweede album Power of a woman (1995), waarvan vier singles de top 10 van de Britse charts bereikten. In 1996 werd de groep gevraagd het themanummer Someday voor de Disney-film De Klokkenluider van de Notre Dame in te zingen. Het leek de perfecte kans op een doorbraak in de Verenigde Staten, maar om bepaalde redenen werd de versie van Eternal overal gebruikt behalve in de VS (waar de groep All-4-One de zang op zich nam).
In mei 1997 ging de groep samenwerken met de Amerikaanse zanger BeBe Winans voor hun uiteindelijk succesvolste single I wanna be the only one. Het nummer was afkomstig van het derde album Before the rain, en bereikte in vele landen de top 10 van de hitlijsten. In het Verenigd Koninkrijk was het het meest gedraaide lied van 1997. Nog datzelfde jaar bracht de groep een Greatest Hits album uit waar zo'n 1 miljoen exemplaren van werden verkocht. 
In 1998 stapte Bryan uit de groep. Het gerucht ging dat zij door de twee andere leden was gevraagd de groep te verlaten met een brief van hun advocaat, gevolgd door verstoorde zakelijke belangen tussen hen. De zusters Bennett gingen op zoek naar een vervanger en namen een zanger aan, TJ, die de groep echter al snel weer verliet. Hierdoor bleef van Eternal alleen nog een duo over. Met weinig succes werd nog één laatste single (What'cha gonna do) uitgebracht, afkomstig van het laatste album Eternal (1999). In 2000 werd Eternal door EMI ontslagen vanwege het ontbreken aan een nieuw succes.
In 2013 en 2014 kwam de groep (met uitzondering van Nurding en inmiddels bekend met de achternaam Redknapp) weer kort bij elkaar voor een deelname aan het Britse televisieprogramma The Big Reunion. Naar aanleiding hiervan volgde een concert in de Hammersmith Apollo. Op 23 september 2023 meldde de Daily Mirror dat de groep van plan was om zich te herenigen voor een tournee in 2024. Dit zou de eerste keer zijn geweest dat de originele bezetting van de groep samen had gespeeld sinds Redknapp de groep verliet om haar solocarrière te beginnen. Bryan en Redknapp trokken zich echter terug uit de reünietournee, naar verluidt vanwege de weigering van de Bennett-zusjes om op te treden op LGBTQ Pride-evenementen. Redknapp's uitgever, Simon Jones, liet in een verklaring aan de BBC weten: "De Bennett-zusjes vinden dat de homogemeenschap is gekaapt door de transgemeenschap, en dat is iets wat ze niet ondersteunen." Kort daarna werd Redknapp beschuldigd van pogingen om haar voormalige bandleden (op Bryan na) te laten stoppen door hun standpunten 'verkeerd voor te stellen'. In een interview liet ze vervolgens weten: 'Ik wilde altijd graag een reünie met de meiden gaan doen. Ik heb veel liefde voor wat we samen hebben gedaan als groep en Kelle en ik zijn nog steeds de beste vriendinnen."
Op 26 februari 2024 maakten de Bennett-zusjes bekend om met Eternal wederom als trio op te gaan treden. Om die reden werd er dan ook een nieuw groepslid aangenomen, Christel Lakhdar. Een eerste optreden in de nieuwe samenstelling werd echter al geannuleerd vanwege een lage ticketverkoop.

## Discografie

### Albums
| Album met eventuele hitnotering(en) in de Nederlandse Album Top 100 | Datum van verschijnen | Datum van binnenkomst | Hoogste positie | Aantal weken | Opmerkingen |
| ------------------------------------------------------------------- | --------------------- | --------------------- | --------------- | ------------ | ----------- |
| Always and forever                                                  | 29-11-1993            | 21-01-1995            | 12              | 31           |             |
| Power of a woman                                                    | 30-10-1995            | 11-11-1995            | 44              | 21           |             |
| Before the rain                                                     | 17-03-1997            | 29-03-1997            | 1 (1wk)         | 33           |             |
| Greatest hits                                                       | 24-10-1997            | 01-11-1997            | 9               | 31           |             |

| Album met hitnotering(en) in de Vlaamse Ultratop 200 albums | Datum van verschijnen | Datum van binnenkomst | Hoogste positie | Aantal weken | Opmerkingen |
| ----------------------------------------------------------- | --------------------- | --------------------- | --------------- | ------------ | ----------- |
| Always and forever                                          | 1993                  | 22-04-1995            | 35              | 2            |             |
| Before the rain                                             | 1997                  | 16-08-1997            | 16              | 4            |             |
| Greatest hits                                               | 1997                  | 17-01-1998            | 31              | 7            |             |

### Singles
| Single met eventuele hitnotering(en) in de Nederlandse Top 40 | Datum van verschijnen | Datum van binnenkomst | Hoogste positie | Aantal weken | Opmerkingen                                    |
| ------------------------------------------------------------- | --------------------- | --------------------- | --------------- | ------------ | ---------------------------------------------- |
| Stay                                                          | 1993                  | 6-11-1993             | tip11           | -            |                                                |
| So good                                                       | 1994                  | 5-11-1994             | tip9            | -            |                                                |
| Oh baby I...                                                  | 1995                  | 14-01-1995            | 10              | 10           | Nr. 9 in de Single Top 100                     |
| Stay                                                          | 1995                  | 01-04-1995            | tip2            | -            | Re-entry / Nr. 30 in de Single Top 100         |
| Just a step from heaven                                       | 1995                  | 10-06-1995            | tip12           | -            |                                                |
| Power of a woman                                              | 1995                  | 28-10-1995            | 35              | 4            | Nr. 37 in de Single Top 100                    |
| I am blessed                                                  | 1996                  | 10-02-1996            | 29              | 4            | Nr. 26 in de Single Top 100                    |
| Don't you love me                                             | 1997                  | 29-03-1997            | 12              | 6            | Nr. 19 in de Single Top 100 / Alarmschijf      |
| I wanna be the only one                                       | 1997                  | 14-06-1997            | 3               | 17           | met BeBe Winans / Nr. 4 in de Single Top 100   |
| Someday                                                       | 1997                  | 06-09-1997            | tip18           | -            | Themanummer De Klokkenluider van de Notre Dame |
| Angel of mine                                                 | 1997                  | 25-10-1997            | 14              | 13           | Nr. 17 in de Single Top 100                    |
| The megamix                                                   | 1998                  | 11-04-1998            | tip20           | -            |                                                |
| What'cha gonna do                                             | 1999                  | 13-11-1999            | 30              | 2            | Nr. 50 in de Single Top 100                    |

| Single met hitnotering(en) in de Vlaamse Ultratop 50 | Datum van verschijnen | Datum van binnenkomst | Hoogste positie | Aantal weken | Opmerkingen     |
| ---------------------------------------------------- | --------------------- | --------------------- | --------------- | ------------ | --------------- |
| Oh baby I...                                         | 1995                  | 11-03-1995            | 31              | 3            |                 |
| Don't you love me                                    | 1997                  | 26-04-1997            | 44              | 2            |                 |
| I wanna be the only one                              | 1997                  | 05-07-1997            | 7               | 20           | met BeBe Winans |
| Angel of mine                                        | 1997                  | 15-11-1997            | 27              | 14           |                 |
| What'cha gonna do                                    | 1999                  | 23-10-1999            | tip10           | -            |                 |